# Smilax orbiculata
Smilax orbiculata là một loài thực vật có hoa trong họ Smilacaceae. Loài này được Labill. miêu tả khoa học đầu tiên năm 1824.